# 붉은쇠주머니쥐
붉은쇠주머니쥐 (Marmosa rubra)는 남아메리카에 서식하는 주머니쥐과 유대류의 일종이다. 에콰도르와 페루에서 발견된다.

## 특징
테이트(George Henry Hamilton Tate)가 처음 종을 명명했을 때, 붉은쇠주머니쥐의 몸통 길이를 145~150mm, 꼬리 길이를 195~210mm, 뒷발 길이 22~24mm, 귀 길이 18~21mm로 기술했다. 최근에는 몸통 길이를 128~200mm, 몸무게를 59~81g으로 기술하고 있다. 등 쪽 털은 불그스레한 갈색이지만 하체는 시나몬색과 오렌지색을 띤다. 눈 사이 이마에 뚜렷한 어두운 색의 보인다.

## 분포 및 서식지
붉은쇠주머니쥐는 페루와 에콰도르의 안데스산맥 아마존 분지에서 포획되며 콜롬비아의 고립된 지역에서도 발견된다. 해발 180m와 730m 사이의 열대 우림과 숲 지역에서 서식한다.